# Subrata Roy
Subrata Roy (em bengali:  সুব্রত রায়, em hindi:  सुब्रत रॉय; Araria, 10 de junho de 1948 – 14 de novembro de 2023) foi um empresário indiano. Foi o fundador e presidente da Sahara India Pariwar, um conglomerado indiano com negócios diversificados e interesses de propriedade que incluem Plaza Hotel de Nova Iorque, Aamby Valley City. Roy fundou a empresa em 1978.
Em 2010, a Sahara comprou o icônico Grosvenor House em Londres, e em 2012, o histórico Plaza Hotel e Dream Downtown Hotel em Iorque. Em outubro de 2011, a Sahara comprou 42,5% das ações da Force India. Porém, em julho de 2018, esta equipe de Fórmula 1 foi colocada em administração judicial pela Alta Corte em Londres. E, em 7 de agosto de 2018, foi anunciado que os administradores da Force India haviam aceitado a oferta feita por um consórcio liderado por Lawrence Stroll para a aquisição da equipe.
Ele foi nomeado entre as dez pessoas mais poderosas da Índia, em 2012, pela India Today. Em 2004, o grupo foi denominado pela revista Time como "o segundo maior empregador na Índia" após a Indian Railways. O grupo opera mais de 5000 estabelecimentos espalhados por toda a Índia, com uma força de trabalho total de cerca de 1,4 milhão sob a alçada da Sahara.
Roy foi preso em 28 de fevereiro de 2014, pelas autoridades indianas por fraude fiscal, e mantido sob custódia judicial na prisão de Tihar, Delhi e em liberdade condicional desde maio de 2016. A Sahara foi autorizada a vender uma parte de seus ativos na Índia para levantar parte do dinheiro em questão.
Roy morreu em 14 de novembro de 2023 devido a uma parada cardíaca.